# جيمس أ. لويس
جيمس أ. لويس هو سياسي أمريكي، ولد في 20 أبريل 1933 في أولد سايبوروك في الولايات المتحدة، وتوفي في 22 فبراير 1997 في نورويتش في الولايات المتحدة. نشط حزبياً في الحزب الليبرتاري الأمريكي.